# Akropachia tarczycowa

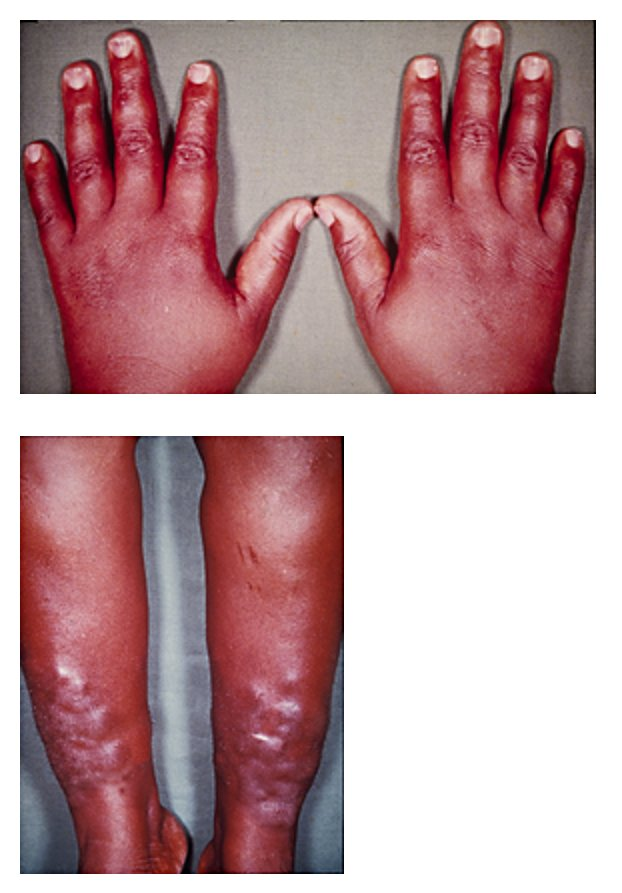
Akropachia tarczycowa towarzysząca nadczynności tarczycy i obrzęk śluzowaty przed piszczelem - 33-letnia kobieta zgłosiła się z bezbolesnym obrzękiem palców rąk i podudzi trwającym około 4 miesięcy.

Akropachia tarczycowa – bardzo rzadko występujący objaw chorobowy polegający na występowaniu niebolesnego obrzęku palców rąk lub niekiedy stóp z towarzyszącym podokostnowym zgrubieniem kości, charakterystyczny dla choroby Gravesa-Basedowa.
Jego przyczyną jest prawdopodobnie reakcja immunologiczna. Częstość występowania akropachii w chorobie Gravesa-Basedowa ocenia się na 0,01%.